# Urgleptes tumidicollis
Urgleptes tumidicollis là một loài bọ cánh cứng trong họ Cerambycidae.